# Étercy
Étercy település Franciaországban, Haute-Savoie megyében. Lakosainak száma 976 fő (2022. január 1.). Étercy Chavanod, Hauteville-sur-Fier, Lovagny, Marcellaz-Albanais és Vaulx községekkel határos.

## Népesség
A település népességének változása:
| Lakosok száma | 754  | 788  | 825  | 813  | 822  | 838  | 884  | 930  | 976  |
|               | 2013 | 2015 | 2016 | 2017 | 2018 | 2019 | 2020 | 2021 | 2022 |